# Muerte en el caballo pálido
Muerte en el caballo pálido es el título de tres versiones diferentes de una obra de Benjamin West. El primero de ellos es un gran dibujo de 1783, que forma parte de la colección de la Real Academia de Arte de Londres desde 1784. La segunda versión es una pintura de 1796, ahora en el Instituto de Arte de Detroit.  La tercera versión es una pintura de 25 pies de ancho que West exhibió en 1817 en una galería especial en la calle de Pall Mall, donde cobraba la entrada a los visitantes que deseaban verla. Esta versión fue adquirida por la Academia de Bellas Artes de Pensilvania en Filadelfia en 1835.  Las tres versiones de Muerte en el caballo pálido se inspiraron en imágenes apocalípticas del Libro del Apocalipsis. Son ejemplos significativos de lo sublime en la pintura británica.

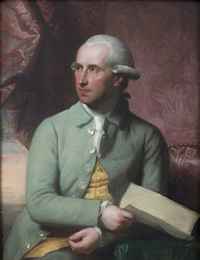
Benjamin West

## Antecedentes
West fue un pintor británico-estadounidense, presidente de la Real Academia de las Artes y pintor oficial de la Corte de St. James.  Había saltado a la fama a través de obras como La muerte del general Wolfe, La partida de Régulo de Roma y El desembarco de Agripina en Brundisium con las cenizas de Germánico, que datan de los primeros años decisivos de su carrera entre 1765 y 1772.

## Inspiración
El tema de Muerte en el caballo pálido proviene de los primeros ocho versículos del sexto capítulo de La Revelación de San Juan el Divino (también conocido como el Apocalipsis, el libro final del Nuevo Testamento ). El interés de West por los temas del Nuevo Testamento se vio influido por el artista moravo de origen alemán John Valentine Haidt.Además, el educador estadounidense William Smith afirma haber animado a West hacia búsquedas espirituales y le introdujo en el conocimiento de "Los Antiguos". A finales del siglo XVIII, el mecenas de West, William Beckford, le animó a representar temas apocalípticos. 
Muerte en el caballo pálido difiere de las pinturas anteriores de West, de estilo neoclásico, que celebraban hazañas heroicas. Se han citado varias razones para este cambio. Una de ellas es el cambio general del gusto de la época, incluido el creciente interés por lo sublime y lo gótico. El giro de West hacia un tema bíblico también puede reflejar la renovada piedad del siglo XIX. 
La representación de John Hamilton Mortimer del mismo tema se exhibió en la Sociedad de Artistas en 1775 y fue un predecesor del trabajo de West.   El grabado en madera de Los cuatro jinetes de Alberto Durero también fue un precedente iconográfico para el caballo.  Las similitudes entre el grabado en madera y las pinturas posteriores sugieren que tanto Mortimer como West lo habían visto. 

## Primera versión

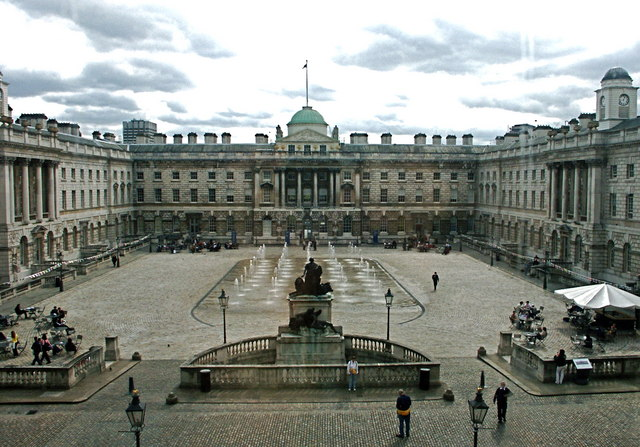
Somerset House, sede de la Real Academia de las Artes en 1784

Titulada originalmente El triunfo de la muerte, la primera versión fue ejecutada en 1783 y expuesta en la Royal Academy en 1784. West, inspirado por Muerte en el caballo pálido de Mortimer, esbozó un cuadro del mismo tema. Sin embargo, llevó la visión más personal e íntima del tema de Mortimer a un espectáculo extravagante que recuerda el arte de los Rubens. El historiador del arte Allen Staley describe esta obra como el inicio del alejamiento de West de "pinturas anteriores de temas clásicos que celebraban el comportamiento humano virtuoso y heroico". West fue uno de los varios artistas, entre ellos James Barry y Henry Fuseli, que en la década de 1770 se apartaron del neoclasicismo y comenzaron a explorar lo sublime. Pero el biógrafo de West, John Galt, argumentó que la nueva dirección de West implicaba algo más que una moda artística, y en su lugar anticipa "la renovada piedad del siglo XIX".

## Segunda versión
Este cuadro fue expuesto en la Real Academia de las Artes en 1796 bajo el título La apertura de los cuatro sellos (vide Apocalipsis); un boceto para la Capilla de Su Majestad, Windsor .  Luego, West aprovechó la Paz de Amiens en 1802 y exhibió esta versión en el Salón de París, donde recibió críticas positivas. 

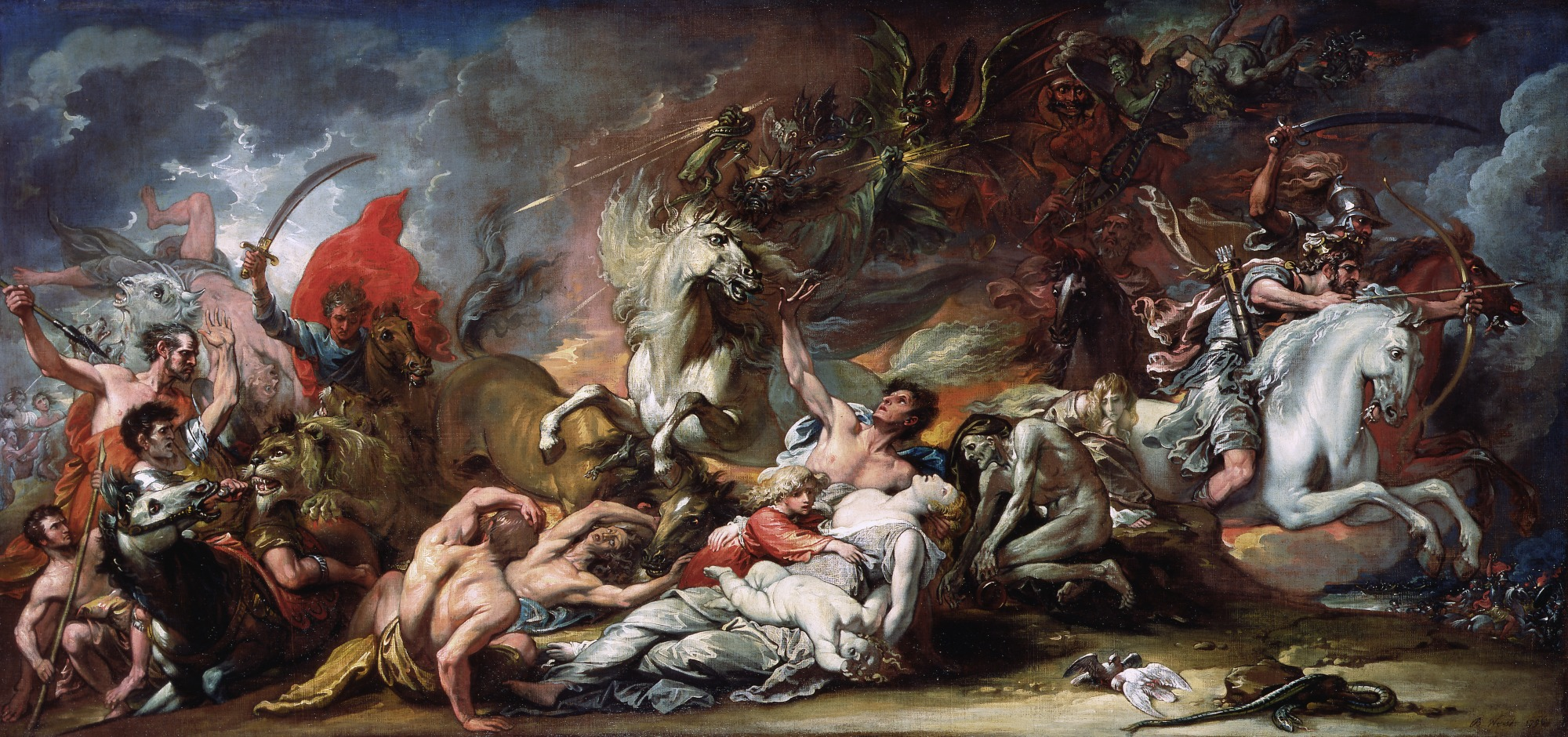
Benjamin West - Death on the Pale Horse (Segunda versión, Instituto de Artes de Detroit); Óleo sobre lienzo: 59,5 x 128,5 cm.

El enfoque que West da al tema es similar al de su dibujo anterior. La figura central del cuadro es la Muerte, que monta un caballo claro, y está rodeada de otras criaturas apocalípticas". Se esperaba que el cuadro propuesto para la capilla de Windsor formara parte de una serie que ilustrara pasajes bíblicos desde el Libro del Génesis hasta el Libro del Apocalipsis . 
El proyecto fue encargado por el rey Jorge III, partidario de West desde 1768. Se suponía que esta serie de capillas de Windsor sería el acto de mecenazgo más generoso del rey. West contribuyó con dieciocho grandes obras y varias pinturas pequeñas para la capilla antes de que en 1801 se le dijera que dejara de trabajar en el proyecto. El hecho de que el proyecto nunca llegara a completarse hace difícil determinar el lugar que debía ocupar Muerte en el caballo pálido en la serie.

## Tercera versión

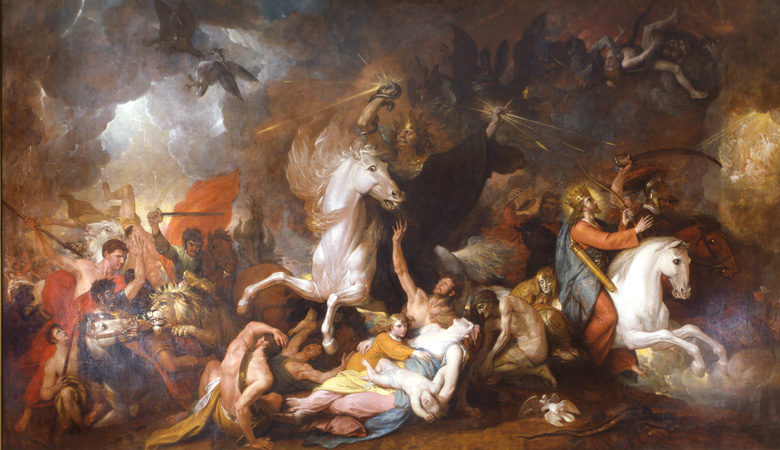
Muerte Muerte en el caballo pálido, tercera versión

La versión final de este cuadro siempre se ha denominado Muerte en el caballo pálido, y se considera el último cuadro importante de la larga carrera de West. Con unas dimensiones de 447,0 x 764,5 cm, es significativamente mayor que las dos versiones anteriores. En esta última versión, West cambió el jinete del caballo de la derecha, que pasó de ser un guerrero a una figura más parecida a la de Cristo, que mira hacia el cielo. La alteración dio al cuadro un matiz de posible salvación. 

## Críticos
La primera versión recibió poca respuesta de la crítica en la exposición en la Real Academia de las Artes.
La segunda versión fue ampliamente elogiada y admirada por la crítica de la época. Recibió una respuesta particularmente positiva en París, donde apareció una reseña favorable en el Journal des arts. Jacques-Louis David lo descartó como "una caricatura de Rubens", pero se decía que Napoleón Bonaparte lo admiraba.  Sin embargo, se dice que el rey Jorge III llamó a la pintura una "escena bedlamita", tal vez en referencia a su experiencia personal con una enfermedad mental.
La versión final también tuvo opiniones críticas encontradas.  Un escritor de Mirror Art admiró la "misteriosa oscuridad" del cuadroy la describió como "una imagen que sorprende a primera vista".  El público de Nueva York y Boston se mostró menos entusiasta. 

## Efecto
Los estudiosos han sugerido que Muerte sobre el caballo pálido contribuyó al surgimiento del romanticismo francés tras su exposición en París. Otros sostienen que la pintura simplemente afirmaba lo que los artistas franceses ya estaban empezando a hacer.
La pintura influyó en el interés de William Beckford por las pinturas que representaban escenas del Libro del Apocalipsis, que encargó para la Abadía de Font-hill, un enorme monumento de arquitectura neogótica. Años más tarde, Beckford continuó comprando cuadros apocalípticos, incluido An Attempate to Illustrate the Opening of the Sixth Seal de Francis Danby , actualmente en la Galería Nacional de Irlanda, Dublín . Mucho más tarde, esta sería la inspiración para el cuadro titulado El gran día de su ira   (Tate Gallery, Londres), pintado por John Martin, sobre el mismo capítulo del Apocalipsis.
Otros artistas ingleses se inspiraron en el trabajo de West. Uno de ellos fue Phillip James de Loutherbourg, que pintó La apertura del segundo sello (Tate Gallery, Londres), tomando como modelo claro el caballo blanco pálido de Muerte en el caballo pálido.  Los temas apocalípticos de West también se parecen a las acuarelas de William Blake basadas en el Libro del Apocalipsis.
Tras la muerte de West en 1820, el Annual Register comentó que la tercera versión (1817) podía "considerarse con justicia una de las mejores producciones del arte moderno".  Cuando el cuadro llegó a Nueva York en 1836, el Weekly Register tomó nota, diciendo: "[E]ste cuadro ha sido considerado durante mucho tiempo como la obra maestra de nuestro distinguido compatriota. Como estadounidenses nos sentimos orgullosos de que esta gran obra de arte permanezca permanentemente en este país, y como habitantes de Filadelfia nos complace que un tesoro como éste se haya añadido a la ya amplia y valiosa colección de obras de arte pertenecientes a una de nuestras instituciones públicas."

## Simbolismo
Allen Staley sostiene que el mensaje de West es que el destino del hombre es "ser impotente y patético contra las fuerzas sobre las que no tiene control". La escena también se considera una evocación de las ideas de Edmund Burke sobre lo sublime  